# تهاجم شوروی به لهستان

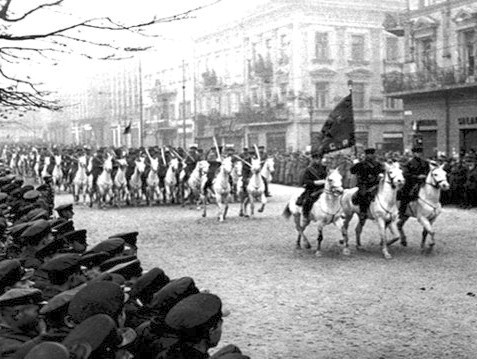

تهاجم شوروی به لهستان عملیات نظامی بدون اعلام جنگ شوروی علیه لهستان بود که در ۱۷ سپتامبر سال ۱۹۳۹ آغاز شد و به اشغال نیمه شرقی لهستان توسط ارتش سرخ انجامید.

## پیش‌زمینه
سال ۱۹۲۰ لهستان با استفاده از ضعف شوروی در نتیجه جنگ جهانی اول و جنگ داخلی به این کشور حمله کرد و خط مرزی خود را ۲۴۰ کیلومتر به زیان شوروی جلو برد و در نتیجه چهار و نیم میلیون اوکراینی و یک و نیم میلیون بلاروسی تحت حکومت لهستان قرار گرفتند. از سوی دیگر قسمت‌های قابل ملاحظه‌ای از خاک آلمان مطابق پیمان ورسای به لهستان تعلق گرفته بود. بدین سان مرزهای شرقی و غربی لهستان برای آلمان و شوروی قابل قبول نبود.
هنگامی که دو کشور قدرت یافتند و مطابق پیمان مولوتوف-ریبنتروپ در سال ۱۹۳۹ در مورد تقسیم لهستان به توافق رسیدند، موجبات از بین رفتن کشور مستقل لهستان فراهم آمد. پس از تهاجم آلمان به لهستان، شوروی با این بهانه که لهستان دیگر وجود خارجی ندارد و قرارداد عدم تعرض لهستان و شوروی از بین رفته و برای دولت شوروی لازم است که منافع خود و اقلیت‌های اوکراینی و بلاروسی را حفظ کند، تهاجم به لهستان را آغاز کرد.

## نیروهای شوروی
شوروی در این تهاجم ۷ ارتش میدانی مجموعاً با توان ۴۵۰ هزار نفر و ۵ هزار زره‌پوش به کار برده بود.

## ترکیب نیروها
ترکیب نیروهای ارتش سرخ در تهاجم به لهستان:
- جبهه بلاروس - ارتشبد میخائیل کوالیوف:
  - ارتش سوم:
    - سپاه ۴ تفنگ‌دار:
      - لشکر بیست و هفتم تفنگ‌دار
      - لشکر پنجاهم تفنگ‌دار

    - گروه لپلسکا:
      - لشکر پنجم تفنگ‌دار
      - لشکر بیست و چهارم سواره‌نظام
      - تیپ ۲۲ تانک
      - تیپ ۲۵ تانک

    - لشکر صد و پنجاهم تفنگ‌دار

  - ارتش چهارم:
    - سپاه ۸ تفنگ‌دار:
      - تیپ ۲۹ تانک
      - تیپ ۳۲ تانک

    - سپاه ۲۴ تفنگ‌دار:
      - لشکر پنجاه و دوم تفنگ‌دار

  - ارتش دهم:
    - سپاه ۱۱ تفنگ‌دار:
      - لشکر ششم تفنگ‌دار
      - لشکر سی و سوم تفنگ‌دار
      - لشکر صد و بیست و یکم تفنگ‌دار

  - ارتش یازدهم:
    - گروه مکانیزه سواره‌نظام:
      - سپاه ۵ سواره‌نظام:
        - لشکر چهارم سواره‌نظام
        - لشکر سیزدهم سواره‌نظام
        - لشکر سی و سوم سواره‌نظام
        - تیپ ۱۶ تانک سبک

      - سپاه ۶ سواره‌نظام:
        - لشکر چهارم سواره‌نظام
        - لشکر ششم سواره‌نظام
        - لشکر یازدهم سواره‌نظام

      - سپاه ۱۵ تانک:
        - تیپ ۲ تانک
        - تیپ ۲۱ تانک
        - تیپ ۲۷ تانک
        - تیپ ۲۰ تفنگ‌دار موتوریزه

    - سپاه ۱۶ تفنگ‌دار:
      - لشکر دوم تفنگ‌دار
      - لشکر صدم تفنگ‌دار

    - سپاه ۳ سواره‌نظام:
      - لشکر هفتم سواره‌نظام
      - لشکر سی و ششم سواره‌نظام
      - لشکر یازدهم سواره‌نظام
      - تیپ ۳ تانک سبک
- جبهه اوکراین - ارتشبد سیمیون تیموشنکو:
  - ارتش پنجم:
    - سپاه ۸ تفنگ‌دار:
      - لشکر چهل و چهارم تفنگ‌دار
      - لشکر هشتاد و یکم تفنگ‌دار
      - تیپ ۳۶ تانک

    - سپاه ۱۵ تفنگ‌دار:
      - لشکر پنجم تفنگ‌دار
      - لشکر چهل و پنجم تفنگ‌دار

  - ارتش ششم:
    - سپاه ۱۷ تفنگ‌دار:
      - لشکر نود و هفتم تفنگ‌دار
      - لشکر نود و هشتم تفنگ‌دار
      - تیپ ۱۰ تانک
      - تیپ ۳۸ تانک

    - سپاه ۲ سواره‌نظام:
      - لشکر سوم سواره‌نظام
      - لشکر پنجم سواره‌نظام
      - لشکر چهاردهم سواره‌نظام
      - تیپ ۲۴ تانک سبک
      - تیپ ۲۶ مستقل تانک

  - ارتش دوازدهم:
    - سپاه ۱۳ تفنگ‌دار:
      - لشکر هفتاد و دوم تفنگ‌دار
      - لشکر نود و نهم تفنگ‌دار

    - سپاه ۴ سواره‌نظام:
      - لشکر سی و دوم سواره‌نظام
      - لشکر سی و چهارم سواره‌نظام
      - تیپ ۲۶ مستقل تانک

    - سپاه ۵ سواره‌نظام:
      - لشکر نهم سواره‌نظام
      - لشکر شانزدهم سواره‌نظام
      - تیپ ۲۳ مستقل تانک

    - سپاه ۲۵ تانک
      - تیپ ۴ تانک سبک
      - تیپ ۵ تانک
      - تیپ ۱ تفنگ‌دار موتوریزه

## تهاجم

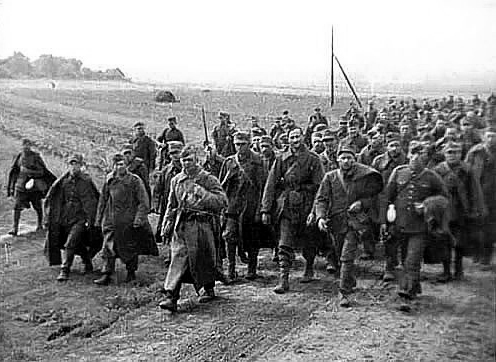
اسیران جنگی لهستانی پس از حمله شوروی به لهستان توسط ارتش سرخ دستگیر شدند.

تهاجم شوروی به لهستان از روز ۱۷ سپتامبر سال ۱۹۳۹ آغاز شد. مدافعان به حدی آشفته و دست‌پاچه شده بودند که روس‌ها در بسیاری از نقاط حتی بدون شلیک یک گلوله گذشتند و رفتند. مخلیس نزد استالین ادعا کرد که مردم غرب اوکراین به نیروهای شوروی هم چون آزاد کنندگان واقعی خویش خوشامد گفته و به آن‌ها سیب، شیرینی و نوشیدنی داده‌اند و بسیاری از آن‌ها از فرط شوق گریسته‌اند.
با این حال اعتماد به نفس بیش از حد با وجود بی‌کفایتی تاکتیکی موجب وارد آمدن تلفات غیر ضروری به نیروهای ارتش سرخ شد. اقدام سپاه ۱۵ تانک روز ۲۰ سپتامبر در تهاجم مستقیم به گرودنو با پشتیبانی حداقلی پیاده‌نظام به نتیجه‌ای نرسید و موجب از دست رفتن ۱۹ تانک و ۴ خودروی زرهی گشت. روز ۲۸ سپتامبر تعداد اندکی از نیروهای لهستانی از جمله عناصری از سپاه حفاظت مرزی در نزدیکی ژاک لشکر پنجاه و دوم تفنگ‌دار شوروی و تیپ تانک پشتیبان آن را به کمین خود انداختند و ۲ هزار نفر تلفات به آن‌ها وارد آورد و ۴۰ تانک دا منهدم نموده یا به غنیمت گرفتند. در مجموع درگیری ۷۵ زره‌پوش شوروی توسط نیروهای لهستانی منهدم شد و ۴۳۰ دستگاه دیگر در اثر مشکلات فنی از کار افتاد.
حدود ۴۵۲ هزار نفر از سربازان لهستانی به اسارت مهاجمان شوروی درآمدند. اغلب آن‌ها نیروهای ذخیره یا پلیس بودند. دست کم ۲۲۵۰۰ تن از این افراد توسط ان‌کاوه‌ده به قتل رسیدند.

## نتایج جنگ برای مردم لهستان
تا نوامبر ۱۹۴۰ حدود یک میلیون و صد و هفتاد هزار نفر از مردم لهستان که معادل ده درصد جمعیت این کشور می‌شدند، تبعید گشتند. سی درصد این افراد، یعنی بیش از سیصد هزار نفر تا سال ۱۹۴۱ در تبعیدگاه جان دادند. علاوه بر این، ۶۰ هزار نفر دستگیر و ۵۰ هزار نفر دیگر تیرباران شدند.